# Eric Johnson (aktor)
Eric Johann Johnson (ur. 7 sierpnia 1979 w Edmonton) – kanadyjski aktor telewizyjny i filmowy.

## Życiorys
W wieku dziewięciu lat zaczął występować w zespole teatralnym Stage Polaris w rodzinnym mieście. W 1994 zagrał młodego Tristana Ludlowa w Wichrach namiętności (dorosłego bohatera zagrał w tej produkcji Brad Pitt). W 2000 zagrał główną rolę w filmie telewizyjnym Scorn, otrzymując nominację do nagrody Gemini Award. Rok później uzyskał pierwszy regularny angaż jako członek ekipy aktorskiej w Tajemnicach Smallville. Od 2007 do 2008 wcielał się w tytułową postać serialu science fiction Flash Gordon, a w 2010 zaczął występować w serialu kryminalnym Nowe gliny. W 2014 dołączył do regularnej obsady The Knick w roli chirurga Everetta Gallingera. Produkcja otrzymała pozytywne recenzje, liczne nominacje i nagrody, w tym Satelitę dla najlepszej obsady serialu.

## Wybrana filmografia
- 1992: The Ray Bradbury Theater (serial TV)
- 1994: Road to Saddle River
- 1994: Wichry namiętności
- 1998: Heart of the Sun
- 1999: Atomic Train
- 1999: Question of Privilege
- 2000: Bear with Me
- 2000: Borderline Normal
- 2000: Children of Fortune
- 2000: Scorn
- 2001: Tajemnice Smallville (serial TV)
- 2001: Texas Rangers
- 2002: Pif-Paf! Jesteś trup!
- 2003: Stealing Sinatra
- 2003: Hollywood Wives: The New Generation
- 2004: A Friend of the Family
- 2004: Anonymous Rex
- 2004: The Work and the Glory
- 2004: Zdjęcia Ginger II
- 2005: Falcon Beach
- 2005: Marker
- 2005: The Work and the Glory: American Zion
- 2006: Expiration Date
- 2006: Honeymoon with Mom
- 2006: The Work and the Glory: A House Divided
- 2007: Everest '82 (miniserial)
- 2007: Flash Gordon (serial TV)
- 2009: My Nanny's Secret
- 2010: Burza meteorów
- 2010: Call Me Mrs. Miracle
- 2010: Nowe gliny (serial TV)
- 2014: The Knick (serial TV)[3]